# Oleria machadoi
Oleria machadoi är en fjärilsart som beskrevs av Ferreira D'almeida 1962. Oleria machadoi ingår i släktet Oleria och familjen praktfjärilar. Inga underarter finns listade i Catalogue of Life.